# Herman z Horn
Herman z Horn (Hoorne, Horne) (zm. 27 marca 1156) – biskup Utrechtu od 1151.

## Życiorys
Herman według dawnej tradycji jest łączony z rodem Horn z Limburgii, jest to jednak kwestionowane z uwagi na niewielkie znaczenie tej rodziny w chwili objęcia przezeń stanowiska biskupiego; prawdopodobnie pochodził z możnej rodziny z Horningen (Horninga). Bywa identyfikowany z archidiakonem z Liège Hermanem z Horn, wzmiankowanym w latach 30., jednak brak jednoznacznych dowodów na identyczność tych postaci. Był prepozytem kapituły przy kościele św. Gereona w Kolonii . 
Gdy w 1150 nastąpił wakat na stanowisku biskupa Utrechtu, tamtejsza kapituła dokonała podwójnego wyboru: część opowiedziała się za Hermanem, a część za prepozytem z Kolonii Fryderykiem z Bergu . Hermana poparła większość kapituły, a także władcy Geldrii, Kleve i Holandii. Fryderyka wsparła mniejsza część kapituły, a także mieszczanie Utrechtu i Deventer obawiający się wpływów sąsiadujących władców na politykę księstwa biskupiego w przypadku wyboru Hermana. Spór na korzyść Hermana został rozsądzony w 1151 na hoftagu w Norymberdze przez króla niemieckiego Konrada III Hohenstaufa . Mimo akceptacji decyzji króla przez legata papieskiego, Fryderyk i jego zwolennicy nie ustępowali i próbowali siłą zmusić Hermana do ustąpienia . Spór zakończył następca Konrada, Fryderyk I Barbarossa, który osobiście przybył w 1152 do Utrechtu, aby pomóc Hermanowi w pokonaniu opozycji wśród mieszczan .
Herman okazał się słabym władcą.